# Ганс-Юрген Ауфферманн
Ганс-Юрген Ауфферманн (нім. Hans-Jürgen Auffermann; 1 жовтня 1914, Геттінген — 8 липня 1943) — німецький офіцер-підводник, капітан-лейтенант крігсмаріне. Кавалер Німецького хреста в золоті.

## Біографія
8 квітня 1934 року вступив на флот. З 24 по 28 серпня 1941 року — командир підводного човна U-69, з 24 січня 1942 року — U-514, на якому здійснив 4 походи (разом 199 днів у морі). 8 липня 1943 року U-514 був потоплений у Північній Атлантиці північно-західніше Ла-Корунья (43°37′ пн. ш. 08°59′ зх. д.) ракетами британського бомбардувальника «Ліберейтор». Всі 54 члени екіпажу загинули.
Всього за час бойових дій потопив 6 кораблів загальною водотоннажністю 24 531 тонну і пошкодив 2 кораблі загальною водотоннажністю 13 551 тонну.
| Дата            | Назва корабля                   | Тип               | Тоннаж | Вантаж                                                      | Екіпаж | Загинули | Країна             | Конвой |
| --------------- | ------------------------------- | ----------------- | ------ | ----------------------------------------------------------- | ------ | -------- | ------------------ | ------ |
| 6 вересня 1942  | Helen Forsey                    | Вітрильник        | 167    | 180 тонн патоки і рому                                      | 6      | 2        | Британська імперія |        |
| 11 вересня 1942 | Cornwallis (пошкоджений)        | Торговий пароплав | 5,458  |                                                             | ?      | 0        | Канада             |        |
| 15 вересня 1942 | Kioto                           | Торговий пароплав | 3,297  | 2000 тонн хромової руди                                     | 74     | 21       | Британська імперія |        |
| 28 вересня 1942 | Ozório (безповоротно втрачений) | Торговий пароплав | 2,730  |                                                             | 39     | 5        | Бразилія           |        |
| 28 вересня 1942 | Lages (безповоротно втрачений)  | Торговий пароплав | 5,472  |                                                             | 49     | 3        | Бразилія           |        |
| 12 жовтня 1942  | Steel Scientist                 | Торговий пароплав | 5,688  | 200 тонн генеральних вантажів та 1800 тонн соляного баласту | 47     | 1        | США                |        |
| 3 січня 1943    | British Vigilance (пошкоджений) | Тепловий танкер   | 8,093  | 11 000 тонн чистих нафтопродуктів                           | 54     | 27       | Британська імперія | TM-1   |
| 27 січня 1943   | Charles C. Pinckney             | Торговий пароплав | 7,177  | Боєприпаси, військові припаси, механізована техніка         | 70     | 56       | США                | UGS-4  |

## Звання
- Кандидат в офіцери (8 квітня 1934)
- Фенріх-цур-зее (1 липня 1935)
- Оберфенріх-цур-зее (1 січня 1937)
- Лейтенант-цур-зее (1 квітня 1937)
- Оберлейтенант-цур-зее (1 квітня 1939)
- Капітан-лейтенант (1 вересня 1941)

## Нагороди
- Медаль «За вислугу років у Вермахті» 4-го класу (4 роки)
- Залізний хрест
  - 2-го класу (липень 1941)
  - 1-го класу (1942)
- Нагрудний знак підводника (28 серпня 1941)
- Німецький хрест в золоті (7 січня 1944, посмертно)